# Teorema di sviluppabilità in serie bilatera
Il teorema di sviluppabilità in serie bilatera, anche conosciuto come teorema di Laurent, permette di esplicitare qualsiasi funzione complessa come una serie bilatera.

## Teorema
Ip: Data una funzione {\displaystyle f:A\rightarrow B} olomorfa in {\displaystyle A=\{z\in \mathbb {C} :R_{1}<|z-z_{0}|<R_{2}\}}, dove {\displaystyle z_{0}} è una singolarità isolata.
Th: Allora {\displaystyle \forall z\in A,f(z)=\sum _{n=0}^{+\infty }c_{n}(z-z_{0})^{n}+\sum _{n=1}^{+\infty }{\frac {c_{-n}}{(z-z_{0})^{n}}}}

### Dimostrazione
Avendo a disposizione una corona circolare, ne costruisco un'altra all'interno, scegliendo un qualsiasi {\displaystyle z} all'interno di essa.
Quindi la nuova corona circolare sarà {\displaystyle R_{1}<r_{1}<|z-z_{0}|<r_{2}<R_{2}}. Prendo i bordi corona circolare e li chiamo
{\displaystyle \gamma _{1}=\partial B_{r_{1}}} e {\displaystyle \gamma _{2}=\partial B_{r_{2}}}, dove la {\displaystyle B} è intesa come la corona circolare di raggio {\displaystyle r_{1},r_{2}}. Dal Teorema integrale di Cauchy, so che:
{\displaystyle f(z)={\frac {1}{2\,\pi \,i}}\int _{\Gamma }{\frac {f(s)}{s-z}}\,ds}
con {\displaystyle z} la singolarità isolata.
{\displaystyle \Gamma } è la curva composta da 4 pezzi: i due bordi della corona circolare più due trattini per chiudere la curva. Percorrendo i due trattini prima in un verso e poi nell'altro, si annullano a vicenda. Quindi il mio integrale diventa:
{\displaystyle f(z)={\frac {1}{2\,\pi \,i}}\left[\overbrace {\int _{\gamma _{2}}{\frac {f(s)}{s-z}}\,ds} ^{I}-\overbrace {\int _{\gamma _{1}}{\frac {f(s)}{s-z}}\,ds} ^{II}\right]}
Il secondo integrale è negativo, poiché si percorre la curva in senso orario.
Al primo integrale applichiamo il seguente artifizio a {\displaystyle s-z}
{\displaystyle s-z=s-z_{0}+z_{0}-z=(s-z_{0})\left[1-{\frac {z-z_{0}}{s-z_{0}}}\right]}
Quindi:
{\displaystyle {\frac {1}{2\,\pi \,i}}\int _{\gamma _{2}}{\frac {f(s)}{(s-z_{0})\left[1-{\frac {z-z_{0}}{s-z_{0}}}\right]}}\,ds}.
Racchiusa nella parentesi quadra è presente la serie geometrica con condizione {\displaystyle |z-z_{0}|<|s-z_{0}|}. 
{\displaystyle {\frac {1}{2\,\pi \,i}}\int _{\gamma _{2}}{\frac {f(s)}{s-z_{0}}}\,\sum _{n=0}^{+\infty }\,{\frac {(z-z_{0})^{n}}{(s-z_{0})^{n}}}\,ds}
Porto fuori il segno di sommatoria essendo essa convergente per costruzione; quindi
{\displaystyle \sum _{n=0}^{+\infty }\,\underbrace {\left[{\frac {1}{2\,\pi \,i}}\,\int _{\gamma _{2}}{\frac {f(s)}{(s-z_{0})^{n+1}}}\,ds\right]} _{c_{n}}\,(z-z_{0})^{n}}
Al secondo integrale applichiamo un artifizio simile, sfruttando il meno davanti all'integrale.
{\displaystyle z-s=z-z_{0}+z_{0}-s=(z-z_{0})\left[1-{\frac {s-z_{0}}{z-z_{0}}}\right]}
Quindi:
{\displaystyle {\frac {1}{2\,\pi \,i}}\int _{\gamma _{1}}{\frac {f(s)}{(z-z_{0})\left[1-{\frac {s-z_{0}}{z-z_{0}}}\right]}}\,ds}.
Racchiusa nella parentisi quadra è presente la serie geometrica con condizione {\displaystyle |s-z_{0}|<|z-z_{0}|}. 
{\displaystyle {\frac {1}{2\,\pi \,i}}\int _{\gamma _{1}}{\frac {f(s)}{z-z_{0}}}\,\sum _{n=0}^{+\infty }\,{\frac {(s-z_{0})^{n}}{(z-z_{0})^{n}}}\,ds}
Porto fuori il segno di sommatoria essendo essa convergente per costruzione; quindi
{\displaystyle \sum _{n=0}^{+\infty }\,\left[{\frac {1}{2\,\pi \,i}}\,\int _{\gamma _{1}}{f(s)}{(s-z_{0})^{n}}\,ds\right]\,{\frac {1}{(z-z_{0})^{n+1}}}}
Shiftando i parametri ottengo
{\displaystyle \sum _{n=1}^{+\infty }\,\underbrace {\left[{\frac {1}{2\,\pi \,i}}\,\int _{\gamma _{1}}{f(s)}{(s-z_{0})^{n-1}}\,ds\right]} _{c_{-n}}\,{\frac {1}{(z-z_{0})^{n}}}}

## Conclusioni
I valori di {\displaystyle c_{n}} e {\displaystyle c_{-n}} sono numeri, poiché sono le soluzioni degli integrali. Da notare come {\displaystyle c_{-1}} è il valore del residuo di {\displaystyle f} in {\displaystyle z_{0}}, cioè {\displaystyle \operatorname {Res} (f,z_{0})}.